# Замок Хайлигенберг
Замок Хайлигенберг — замок в стиле ренессанс в общине Хайлигенберг, к северу от Боденского озера. Замок находится во владении семьи Фюрстенберг.

## Географическое положение
Замок построен на скалистом плато на высоте 730 м, откуда открывается захватывающая дух панорама лежащего внизу Линцгау, Боденского озера и Альп.

## История
Основание замка восходит к эпохе Высокого средневековья, когда около 1250 г. граф Бертольд фон Хайлигенберг, последний из своего рода, повелел возвести на этом месте замок как центр одноимённого графства. В 1277 г. замок был продан графу Гуго фон Верденбергу; при его наследниках, графах Верденберг-Хайлигенберг замок Хайлигенберг был значительно увеличен в размерах. Посредством заключённого в 1516 г. брачного союза графини Анны фон Верденберг и графа Фридриха цу Фюрстенберг, в 1535 г. Хайлигенберг перешёл во владение рода Фюрстенберг, которому принадлежит и по сей день.
При графе Иоахиме Фюрстенберге (1538—1598) замок был кардинально перестроен в новом стиле Ренессанс: он приобрёл черты роскошной княжеской резиденции, был обустроен внутренний двор и пристроено южное крыло с большим залом приёмов. Под руководством Ганса Шварца были изменены также фасады старых средневековых частей замка, и Хайлигенберг обрёл в целом свой сегодняшний облик. В 1550—1584 гг. во внутренних помещениях был обустроен так называемый Рыцарский зал, один из самых роскошных периода позднего немецкого Возрождения, и один из немногих сохранившихся до наших дней. Богато декорированная замковая капелла украшена витражными стёклами XIV в., изначально располагавшимися в церкви доминиканцев в Констанце.
После 1598 г. замок перестал использоваться как постоянная резиденция Фюрстенбергов, центр власти которых постепенно перемешался в Донауэшинген, и был обитаем только временами, особенно после пресечения хайлигенбергской линии рода Фюрстенберг в 1716 г. С другой стороны, именно это обстоятельство сохранило замок без дальнейших значительных перестроек, и делает его одним из важнейших архитектурных памятников эпохи немецкого Возрождения.

## Современное использование
Замок Хайлигенберг является, как и прежде, частным владением Фюрстенбергов. Для посещения (с экскурсией и только в летние месяцы) открыты лишь некоторые помещения, в первую очередь Рыцарский зал и замковая капелла.